# Гірнича промисловість Замбії
Гірнича промисловість Замбії

## Загальна інформація
Гірнича промисловість включає мідно- та кобальтодобувні і переробні підприємства. Основу економіки Замбії складає видобуток мідної руди і виплавка міді, яка йде на експорт (приносить бл. 90% валютних надходжень і в середньому 75% державних прибутків). Тому країна повністю залежить від рівня світових цін на мідь. Кобальт отримують попутно при збагаченні мідної руди. Мідні рудники розташовані на півночі центральної частини країни, поблизу кордону з Демократичною Республікою Конго, у т.зв. Мідному поясі.
У гірничорудному секторі країни працюють компанії: Konkola Copper Mines plc (KCM), Mopani Copper Mines plc (MCM)Chambishi Metals plc, Roan Antelope Mining Corp., First Quantum Minerals (FQM), Chibuluma Mines plc, NFC Africa Mining plc та інші. У грудні 1998 була приватизована гірничорудна компанія «Замбіа консолідейтід коппер майнз», при цьому контрольний пакет акцій перейшов у власність англо-американської компанії, діючої на території ПАР.

## Окремі види корисних копалин

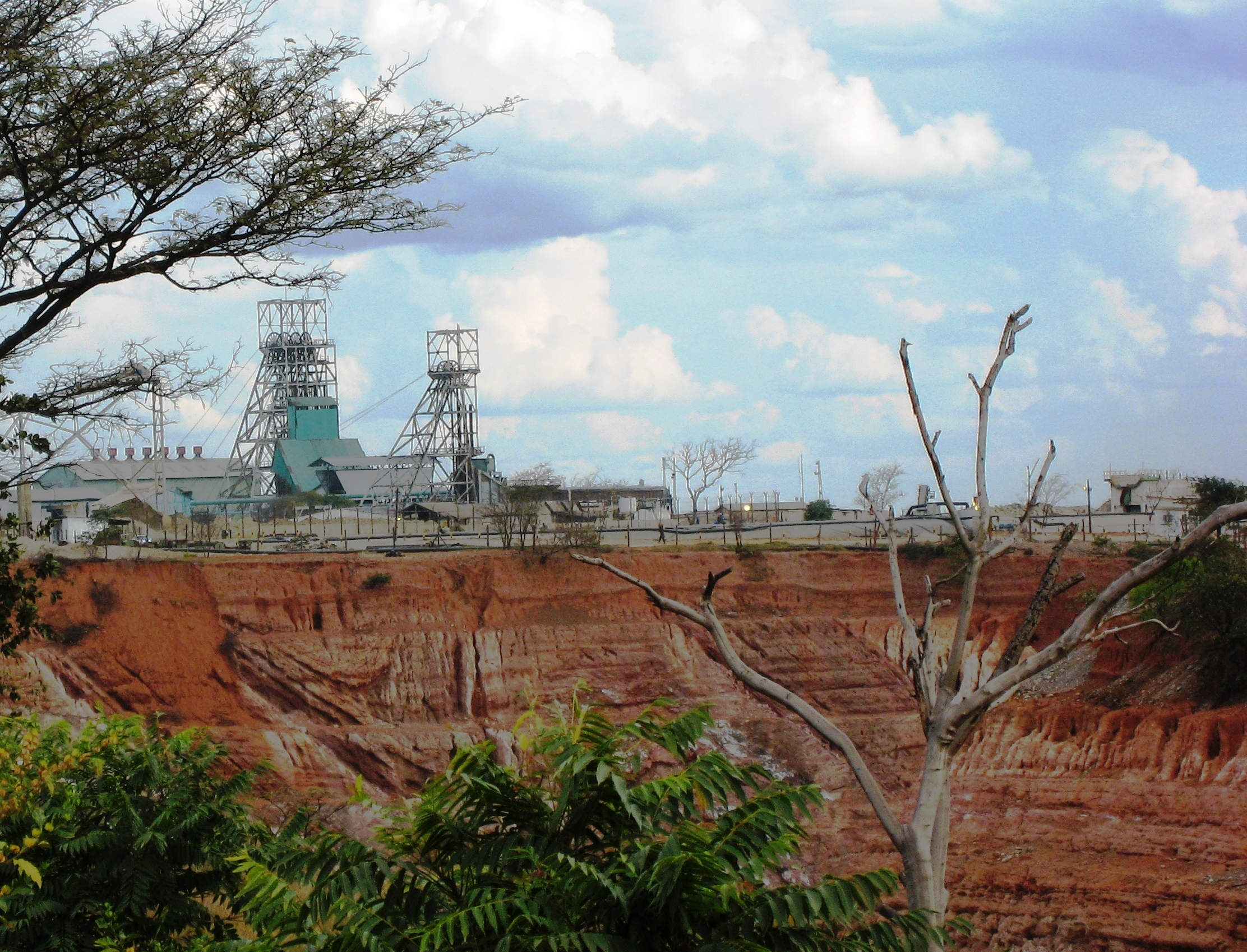
The major Nkana open copper mine, Kitwe.

Міднодобувна промисловість. Видобуток мідних руд на тер. 3. ведеться з 1907. Осн. підприємства по видобутку розташовані в пров. Коппербелт. Видобуток мідних руд ведеться відкритим і підземним способом. Сирі руди збагачують. Схема збагачення включає промивку, дроблення, подрібнення, флотацію. Вилучення міді з руд становить 89-98% для сульфідних і 66-85% для змішаних і окиснених руд. Вміст міді в хвостах збагачення 0,18-0,2% (на ф-ці «Нчанга» 0,7%). Перспективи розвитку видобутку міді пов'язані з освоєнням родовищ бідних руд, що містить до 1% Cu, напр. Лумвана (Солвезі), а також відроблянням старих відвалів хвостів збагачення.
У 1994 в Замбії було видобуто 384,4 тис. т міді (проти 622 тис. т в 1990), при цьому вона зайняла 4-е місце у світі за обсягом видобутку. Загальне виробництво міді в Замбії у 2003 р. бл. 0,5 млн т.
Провідна компанія Konkola Copper Mines plc (KCM) видобула у 2001 р 196 805 т міді, динаміка до 2000 р позитивна — на 18%. Компанія ставить на меті зростання видобутку до 240 000 т. Компанія Mopani Copper Mines plc (MCM) протягом 2001 виробила 83 161 т міді і бл. 1 800 т кобальту.
У 2002 р розпочато експлуатацію мідноколчеданного родов. Кансенші, розташованого на захід від Замбійського мідного пояса. Руди родов. містять золото. Внаслідок першої фази освоєння буде видобуто 73 млн т руди з вмістом в ній Au 0.27 г/т або 19.7 т золота. Вміст міді в руді — 1,74%. Руди будуть відпрацьовані протягом 11 років (з щорічним виробництвом Au 1.3 т). У другу фазу освоєння в експлуатацію буде залучено 197 млн т руди з вмістом в ній Au 0.12 г/т (або 23.6 т золота). Вміст міді в цих рудах — 1,16%. Усього підтверджені запаси складають бл. 43 т попутного золота. Крім Кансенші попутне золото встановлене в рудах деяких інших мідноколчеданих родовищ, зокрема, Маландве (Malundwe) і Чиміванго (Chimiwungo). Інф. African Mining. 2002. V.7, № 4.
За даними International Copper Study Group (ICSG) в Замбії в найближчі роки стане до ладу мідний рудник Муфумбве.
Кобальтова пром-сть. Замбія у 1990-х роках займала 2-е місце у світі з видобутку кобальту — 3,5 тис. т в 1994 (7,1 тис. т в 1990), кобальтового концентрату і електролітичного кобальту. Після металургійного переділу кобальтова продукція експортується в 30 країн. Видобуток кобальту ведеться відкритим і підземним способами з початку 1930-х рр. з мідно-кобальтових руд. Найбільші підприємства — «Міндола» і «Балуба», осн. збагачувальні ф-ки — «Рокана» і «Чамбеші». Вилучення кобальту в концентрат становить 36%. У перспективі передбачається можливість вилучення кобальту з відвальних шлаків мідь-рафінувальних підприємств. За оцінками, з 500 тис. т шлаків можна вилучити 5 тис. т кобальту, використовуючи традиційну технологію відновлювальних процесів.
Станом на 2001 р. освоєння мідно-кобальтових об'єктів групи Калімба планують канадська компанія Caledonia Mining Corp. спільно з австралійською компанією BHP World Minerals Inc.
Крім міді і кобальту, в менших масштабах ведеться розробка цинку, свинцю, марганцю, вугілля, селену, срібла і смарагдів.
Вугільна пром-сть. Вугілля на тер. 3. почали добувати після 1964 (до цього вугілля імпортувалося). Розробляється родов. Маамба поблизу оз. Кариба, за 360 км від м. Лусака. Видобуток ведеться підземним і відкритим способом. Розробляються 2 пласти вугілля сер. потужністю 2 і 3 м. Кут падіння 10-12о. Зольність вугілля 16%, вологість 1,0%, вміст летких 19,3-20,4%, сірки 1,08%, теплота згоряння 27,3 МДж/кг.
Свинцево-цинкова пром-сть. Видобуток свинцю і цинку ведеться підприємством «Брокен-Гілл» (родов. Кабве), в складі якого є шахта, збагачувальна фабрика, гідрометалургійний цинковий завод, аґломераційний і плавильний цехи. Виробництв, потужність рудника 20-25 тис. т руди на місяць. Рудні тіла розкриті дек. вертикальними стовбурами. Відробляння рудних тіл ведеться системою підповерхових штреків. Висота підповерху 7-10 м. Відбійка руди буропідривним способом. На ф-ці отримують свинцевий високоякісний (70-80% Pb і 5% Zn) і низькоякісний (20-25% Pb і 16-18% Zn) концентрати, а також цинковий концентрат (55-60% Zn і 2-8% Pb). Продукція галузі повністю експортується. Крім свинцю і цинку з поліметалічного концентрату щорічно вилучають бл. 20 т срібла, понад 20 т селену, до 1,5 т кадмію.
Видобуток інш. корисних копалин. Видобуток золота ведеться з невеликих корінних і розсипних родовищ. Кумулятивний видобуток за весь період експлуатації родовищ не перевищує 5-6 т. Високий вміст золота в руді (до 5 г/т) стимулює розвиток видобутку на дрібних родовищах провінцій Східна і Центральна. Попутно золото вилучають з поліметалічних руд.
Видобуток дорогоцінних і напівдорогоцінних каменів до 1980 мав характер старательського промислу і державою практично не контролювався, що приводило до контрабанди. У 1980 створена державна компанія «Reserved Minerals (Zambia)» по видобутку і огранюванню смарагдів. У країні розробляються також родовища аметистів. В окремі роки добувається до 5 тис. т зал. руд з родовищ, розташованих в околицях м. Лусака. Видобуток марганцевих руд здійснювався раніше на родовищах Форт-Росбері та Кемпамба. У 1965-70 обсяг видобутку становив 25-30 тис. т. У зв'язку з виснаженням запасів видобуток марганцевих руд припинений. До кінця 1970-х рр. добувався ванадій з комплексних руд родов. Кабве. Видобуток урану вівся попутно (1956–1959) з мідно-кобальтових руд родов. Нкана, Міндола. У кінці 1970-х рр. італійськими і німецькими фірмами в районі Каванга, за 140 км від м. Солвезі, відкриті родов. урану (Міту) з вмістом 0,14% корисних компонентів в руді, які придатні для пром. розробки. У країні також добувають нерудні буд. матеріали, гіпс, пірит, флюрит і інш. Планується розробка фосфатних руд на родовищі Калуве.
Замбія віднесена до категорії «сенситивних» щодо експорту алмазів, тобто країн до яких потрібна підвищена увага. Країнам-імпортерам рекомендовано ретельно перевіряти експортні документи на алмази з цих країн і у разі виникнення сумнівів в походженні алмазів затримувати їх для перевірки.

## Наукові установи. Підготовка кадрів. Друк
Вивченням перспектив розвитку мінерально-сировинної бази і гірничодоб. промисловості в 3. займаються Управління геол. досліджень Міністерства гірн. промисловості (The Geological Survey Department of the Republic of Zambia, Minitry of Mines) і Управління експлуатації мінеральних ресурсів (Mineral Exploration Department «MINEX») компанії «Zambia Industrial and Mining Corporation» («ZIMBO»). Гол. дослідницьким і навчальним центром є університет (засн. в 1965) в м. Лусака. Осн. проблеми гірничодоб. промисловості висвітлюються в журн. «Enterprise» (з 1969), з 1971 публікуються щорічні звіти найбільших гірничодобувних фірм «Roan Consolidated Mines Ltd. Annual Report» та «Nchunga Consolidated Cooper Mines Annual Report».